# Толе би (Енбекшиказахский район)
Толе би (каз. Төле би, до 2005 г. — Ленино) — село в Енбекшиказахском районе Алматинской области Казахстана. Входит в состав Коктобинского сельского округа. Код КАТО — 194049400.
Находится в 10 км к остоку от районного центра — города Есик, у северного подножия Заилийского Алатау. Образовано в 1957 году на базе ягодно-виноградного хозяйства «Коктобе». В 1997 образованы ТОО и крестьянские хозяйства.

## Население
В 1999 году население села составляло 2200 человек (1108 мужчин и 1092 женщины). По данным переписи 2009 года, в селе проживали 2562 человека (1278 мужчин и 1284 женщины).